# Acquedotto romano di Aquae Statiellae
L'acquedotto romano di Aquae Statiellae, databile tra il I secolo a.C. e il I secolo d.C., fu un acquedotto romano atto a trasportare dalla valle dell'Erro le acque alla città romana di Aquae Statielle, l'odierna Acqui Terme, i cui resti sono considerati il monumento di questo genere meglio conservato del Piemonte e una delle più notevoli opere d'ingegneria idraulica romana del nord Italia.

## Storia

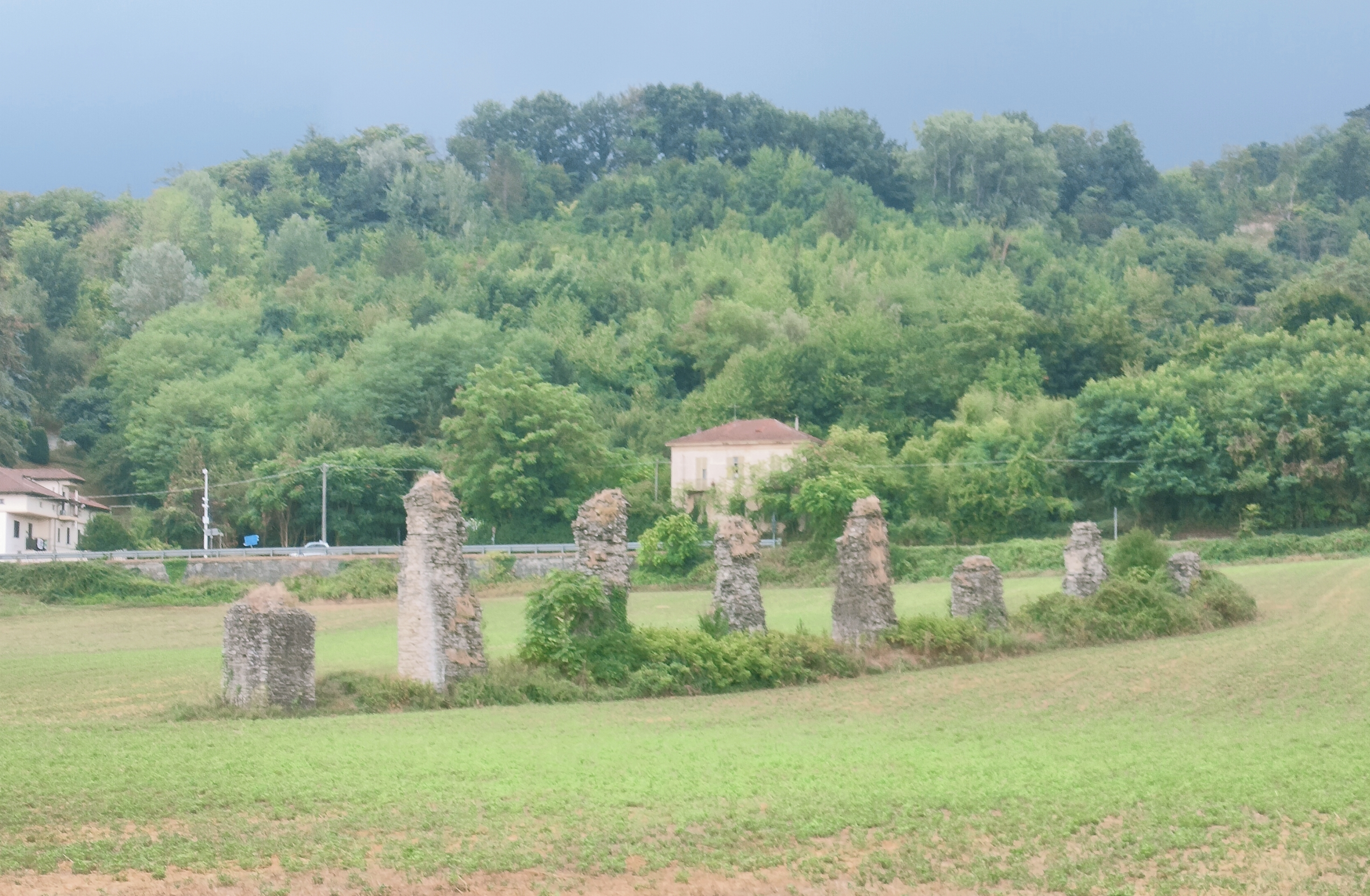
I resti dell'acquedotto in regione Marchiolli situati in un terreno privato.

Per quanto generalmente la costruzione dell'acquedotto venga collocata durante il primo periodo imperiale sotto il regno di Ottaviano Augusto non esistono prove documentali in grado di provare questa cosa. Questo non è particolarmente strano per Aquae Statiellae e il territorio circostante di cui si ha una generalizzata mancanza di fonti, se non rare citazioni, negli autori antichi. 
La datazione al periodo augusteo è basata su valutazioni di natura tecnica, con particolare attenzione per le modalità costruttive dell'impianto, e di tipo storico, andando a contestualizzarne la costruzione in un periodo di fermento e sviluppo per l'Italia settentrionale che probabilmente ha interessato anche la zona in esame.
Gli studiosi locali dell'epoca moderna si interessarono all'opera: Vittorio Scati annotò durante il XIX secolo annotò come si trattasse di un'opera grandiosa e fu tra i primi a indagare sull'antico tracciato dell'acquedotto segnalando la presenza di porzioni dello stesso in località Loreto e nel rio Caliogna; inoltre sia Vincenzo Malacarne che Guido Biorci segnalano come nel 1481 un tale Enrichetto Pevere in un terreno vicino agli archi superstiti trovò alcuni tubi di piombo di circa 25 cm di diametro e 2,20 metri di lunghezza che immediatamente portò a fondere per recuperare il metallo, presumibilmente parte della parte terminale dell'acquedotto.
Sempre gli storici Malacarne e Biorci ci informano che tra la fine del XVIII secolo e l'inizio del XIX rimanevano in piedi solo due pilastroni e quattro archi e che dei monconi in zona Marchiolli ne sopravvivevano undici, ridotti poi a otto nel 1776 quando il proprietario del fondo ne rase al suo tre.

## Il tracciato

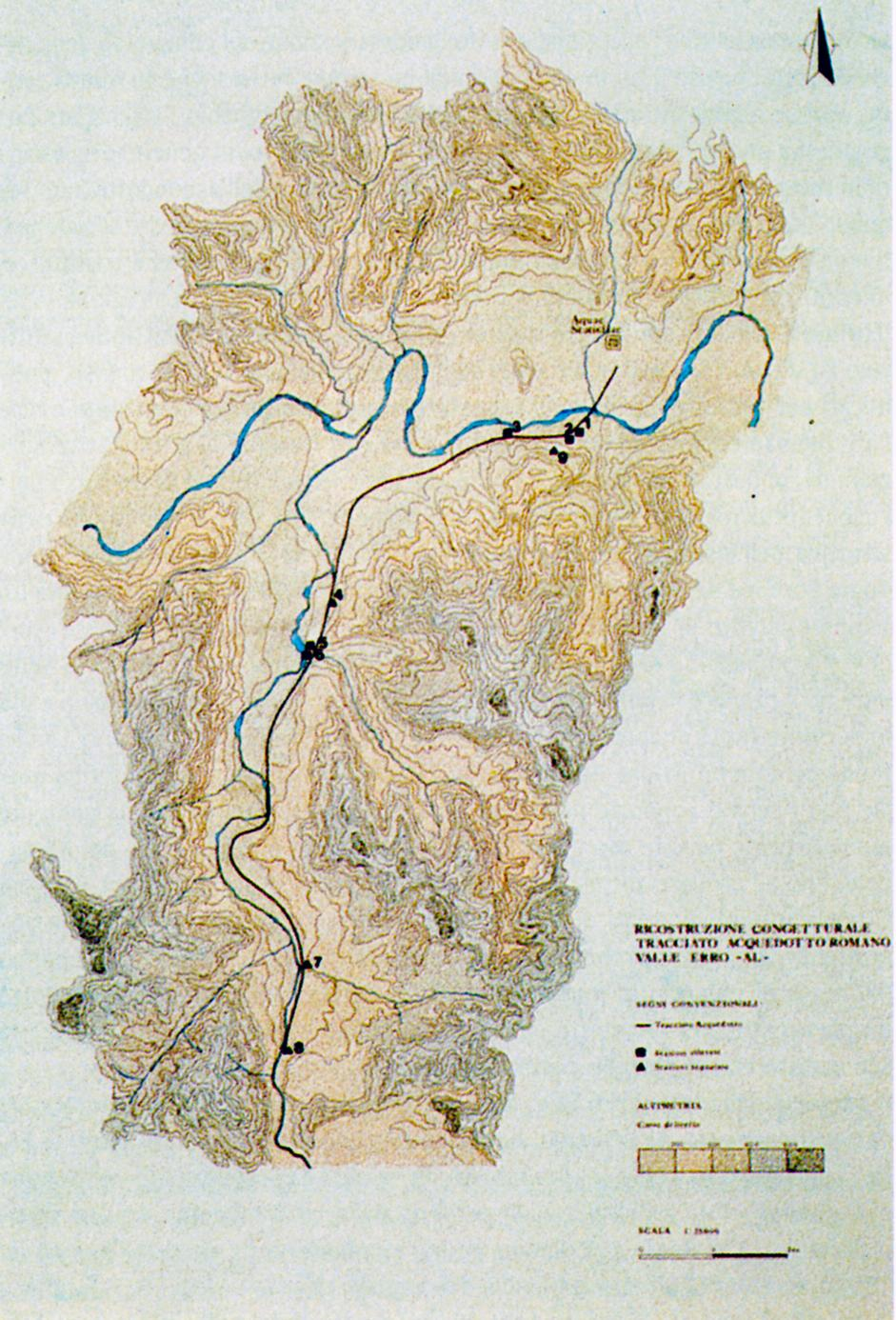
Elaborazione grafica del tracciato dell'acquedotto messa a disposizione dal [https://catalogo.beniculturali.it/detail/ArchaeologicalProperty/0100354491 catalogo dei beni culturali

Il primo studioso a interessarsi del tracciato dell'antico acquedotto fu Vittorio Scati che nella sua opera "Studi sulle antichità Acquensi" del 1887 segnalò la presenza in regione Loreto e nelle vicinanze del rio Caliogna di gallerie da lui ricollegate correttamente al percorso dell'acquedotto romano.
A seguire Scati ci furono nei primi decenni del Novecento gli studi dell'archeologo Pietro Barocelli a cui seguirono agli inizi degli anni 90 le ricerche della sezione del Club Alpino Italiano di Acqui Terme che permisero di chiarire definitivamente il tracciato dell'acquedotto.
Il percorso dell'acquedotto si sviluppa in 12 chilometri con un salto di circa 50 metri di altitudine e va a interessare il territorio di tre diversi comuni: Cartosio, Melazzo e Acqui Terme. Nonostante per molti anni si sia creduto che la fonte principale di approvvigionamento idrico dell'acquedotto fosse stata una fonte esistente in località Roccasorda, scomparsa nel 1728 a seguito di un terremoto, il bacino di captazione delle acque principale è stato riconosciuto nella località di Lagoscuro del comune di Cartosio, prima strettoia di risalita del torrente Erro.
Dalla località Lagoscuro l'acquedotto si sviluppa soprattutto come condotto sotterraneo di cui alcuni resti si possono scorgere nel greto dell'Erro in località Colombara; la struttura segue poi tutto il corso destro del torrente per giungere a Melazzo dove è stato identificato già a partire dagli anni 30 da Barocelli in località Giardini per poi proseguire sulla sponda sinistra del rio Caliogna, da cui si dirama una conduttura perpendicolare probabilmente volta a trasportare parte delle acque a un qualche insediamento che era sito nelle vicinanze fino a giungere nel comune di Acqui in località Marchiolli.
L'ultima parte dell'acquedotto a partire dalla località Marchiolli si sviluppava in modo monumentale, con il condotto idrico non più ipogeo ma poggiato su una struttura ad archi in muratura che doveva in origine contarne circa una quarantina in modo da garantire l'attraversamento del fiume Bormida e l'accesso nella città di Aquae Statiellae; la parte monumentale dell'acquedotto si caratterizza anche per una aumentata portata idrica, probabilmente perché alle acque captate dal bacino di Lagoscuro andavano a unirsi quelle della fonte di Roccasorda.
Infine, giunte in città, le acque venivano convogliate verso una cisterna sopraelevata - di cui non sono rimasti reperti archeologici - dalla quale tramite delle tubazioni in piombo venivano distribuite a fontane, vasche pubbliche, residenze private e secondo alcuni storici utilizzate per il raffreddamento delle acque termali.

## Architettura
Il percorso dell'acquedotto può essere diviso in quattro diverse parti: la prima parte del tragitto è caratterizzata da pareti grezze prive di ogni rivestimento a cui seguiva un bacino di decantazione per la depurazione dell'acqua, dopodiché si passava a uno speco fuori terra intonacato il cui tratto terminale viaggiava su piloni fuori terra. In riferimento alla parte iniziale dell'acquedotto rimangono poche tracce: vi sono dei resti ormai sommersi all'interno dal greto dell'Erro in località Colombara a Cartosio mentre a Melazzo vicino al rio Caliogna si trova l'imboccatura del canale anch'essa in stato precario di conservazione. 
Appare di maggiore interesse la parte terminale del condotto sotterraneo che si trova in un discreto stato di conservazione in località Maddalena ad Acqui Terme. Essa presenta uno spaco a sezione rettangolare coperto da una volta a botte con spallette di sostegno spesse circa 40 centimetri fatte di arenaria legata insieme da malta biancastra e la copertura a volta costituita anch'essa di arenaria disposta a spicco; la pavimentazione del piano inferiore, atta allo scorrere dell'acqua, è formata da sottili lastre di arenaria poggiate su un sottofondo roccioso e legate insieme da argilla.
Della parte monumentale sopravvivono invece quindici piloni, divisi in due gruppi uno da sette e l'altro da otto, tra i quali si conservano quattro arcate. I piloni hanno uno zoccolo di fondazione di 2,55 metri con 8 metri di distanza nell'interasse. La scarsa condizione dei piloni in località Marchiolli ha permesso una analisi approfondita delle tecniche costruttive degli stessi: essi presentano un nucleo compatto formato da pietrame misto unito a ciottolame probabilmente recuperato dal vicino greto del fiume, il tutto legato da abbondante malta e poi rivestito da altri blocchi di arenaria che si ritiene arrivino dalla cava sita nella vicina località di Cavatore squadrati in maniera regolare e anch'essi legati con malta tenace alla struttura.

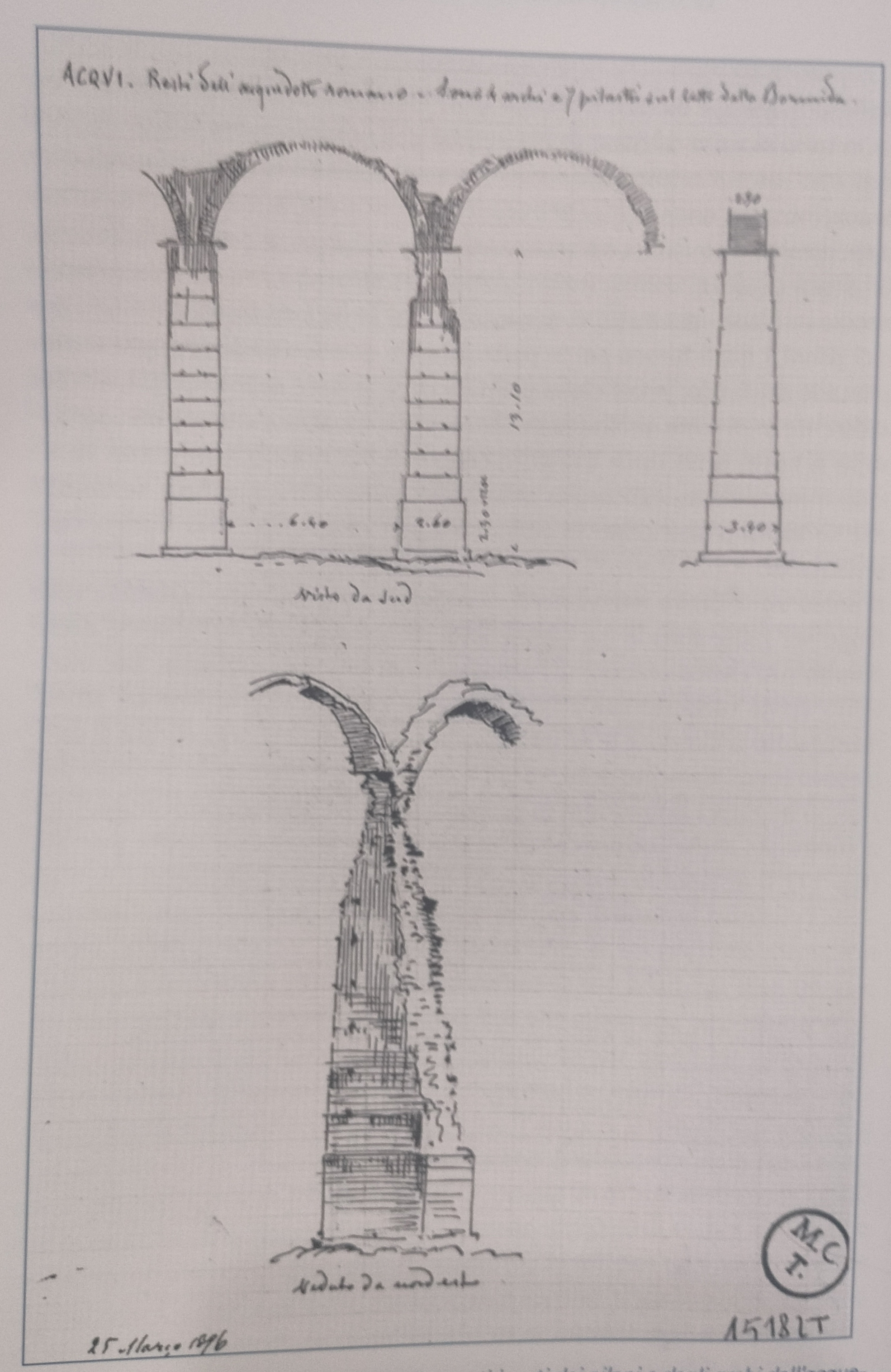
Disegno originale di d'Andrade del 1896 raffigurante le condizioni degli archi vicini alla Bormida.

## Il restauro
Il primo significativo intervento di restauro è datato 1896 quando dopo che il sito venne inserito nell'elenco dei monumenti di rilevanza nazionale l'ufficio regionale per la conservazione dei monumenti incaricò Alfredo d'Andrade del lavoro; l'opera di d'Andrade fu volta al consolidamento della struttura e al rifacimento di ampie porzioni di muratura per le quali utilizzò dei mattoni di tipo medioevale di colore chiaro ricordanti le originali pietre calcaree, scelta che si rivelerà discutibile dal punto di visto storico-filologico e rispondente solo a un criterio di tipo estetico. 
Già all'epoca i lavori furono oggetto di critiche con una in particolare, operata a mezzo stampa, che accusava gli archi di non potere più essere considerati di epoca romana ma dell'era volgare e più specificatamente proprio del 1896. Nel 1910, sempre sotto direzione di d'Andrade, vennero fatti ulteriori consolidamenti al basamento degli archi a causa dei danneggiamenti dovuti all'opera erosiva delle piene del fiume Bormida.
Gli ultimi lavori di consolidamento sono avvenuti nella seconda metà del XX secolo con un primo intervento del 1969 e uno più corposo nel bienno 1979-1980 grazie al quale il consolidamento delle strutture è stato considerato definitivo.

## L'acquedotto nella cultura locale
L'acquedotto nella cultura locale di Acqui Terme e dei dintorni è assurto nel corso del tempo ad un ruolo simbolico ed evocativo dell'intero acquese. Usato come simbolo iconografico è possibile ritrovarlo in molte incisioni e stampe del XVIII e XIX secolo, cartoline e nella contemporaneità nei dépliant turistici dove l'immagine ricorre come richiamo culturale all'identità storica cittadina.
La più antica attestazione iconografica dell'acquedotto risale al 1576 e si trova all'interno del palazzo vescovile di Acqui: si tratta di una cartina a volo d'uccello raffigurante i principali centri dell'acquese con rappresentata, oltre il fiume Bormida, la parte monumentale dell'acquedotto. Anche tra gli storici locali dell'epoca moderna come Luca Probo Blesi l'acquedotto viene visto come testimonianza degli antichi fasti della città, ricordo di una origine gloriosa per una città che si era ritrovata in una condizione abbastanza modesta durante il XVII e il XVIII secolo. Nella cultura cittadina il simbolismo degli archi dell'acquedotto sfida i secoli affacciandosi anche all'epoca contemporanea: nel 1871 un album nuziale donato al sindaco Giuseppe Saracco li aveva in copertina e ancora nel 1911 il giornale progressista "il Risveglio cittadino" adottò gli archi con il sol dell'avvenire che sorgeva dietro di loro come proprio simbolo di copertina.